# هانس هرمان فون كاته

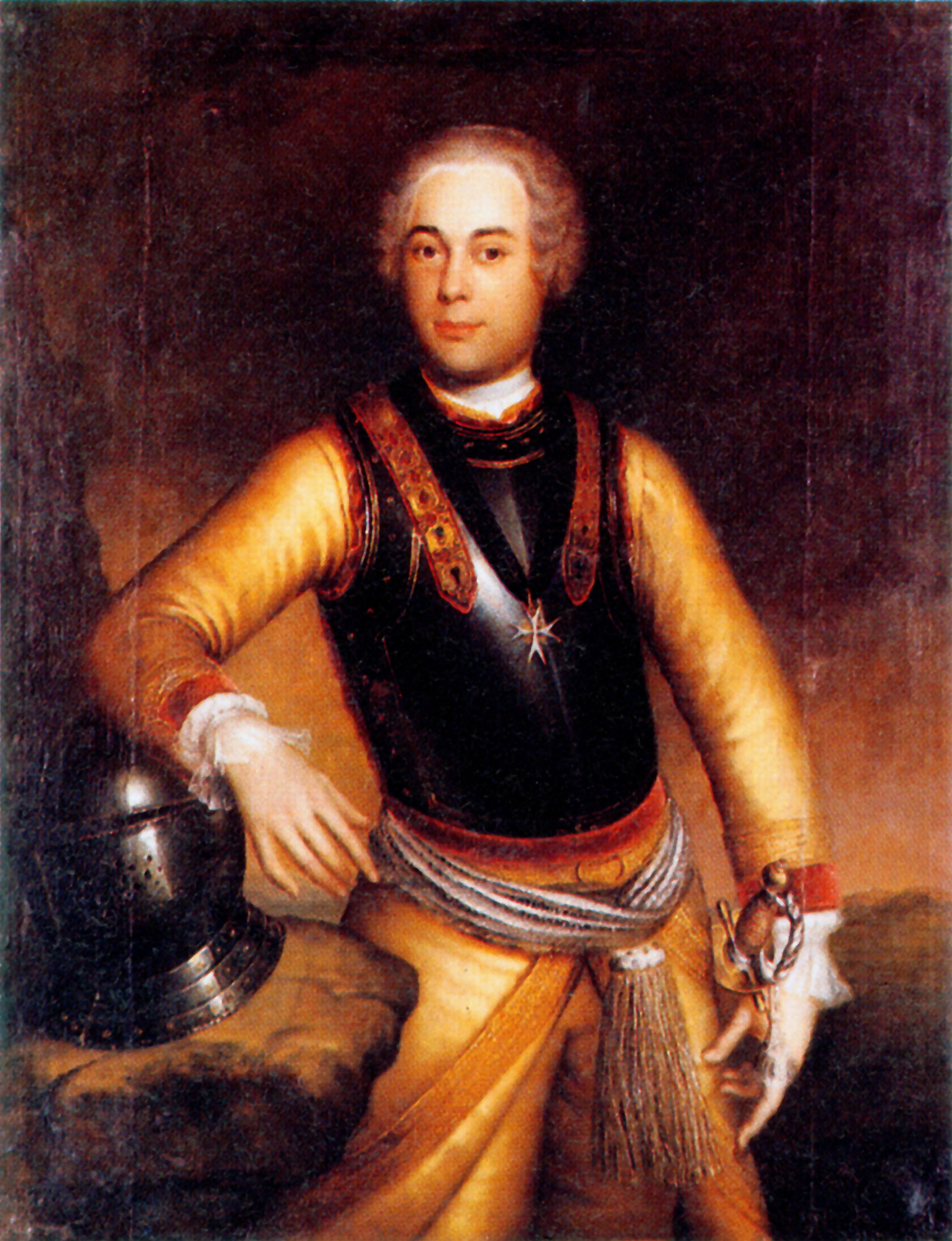
هانس هرمان فون كاته

هانس هرمان فون كاته (Hans Hermann von Katte؛ فبراير 28، 1704 - 6 نوفمبر 1730) ملازم أول في الجيش البروسي وصديق مقرب لولي العهد والملك مستقبلاً فريدرش الثاني. أعدمه والد فريدرش الملك فريدرش فيلهلم الأول عندما تآمرا للهروب من مملكة بروسيا إلى مملكة بريطانيا العظمى. يعتقد البعض أن فريدرش أراد الانشقاق والهرب إلى خدمة خاله جورج الثاني ملك بريطانيا العظمى وربما العودة إلى بروسيا لإسقاط فريدرش فيلهلم.

## حياته

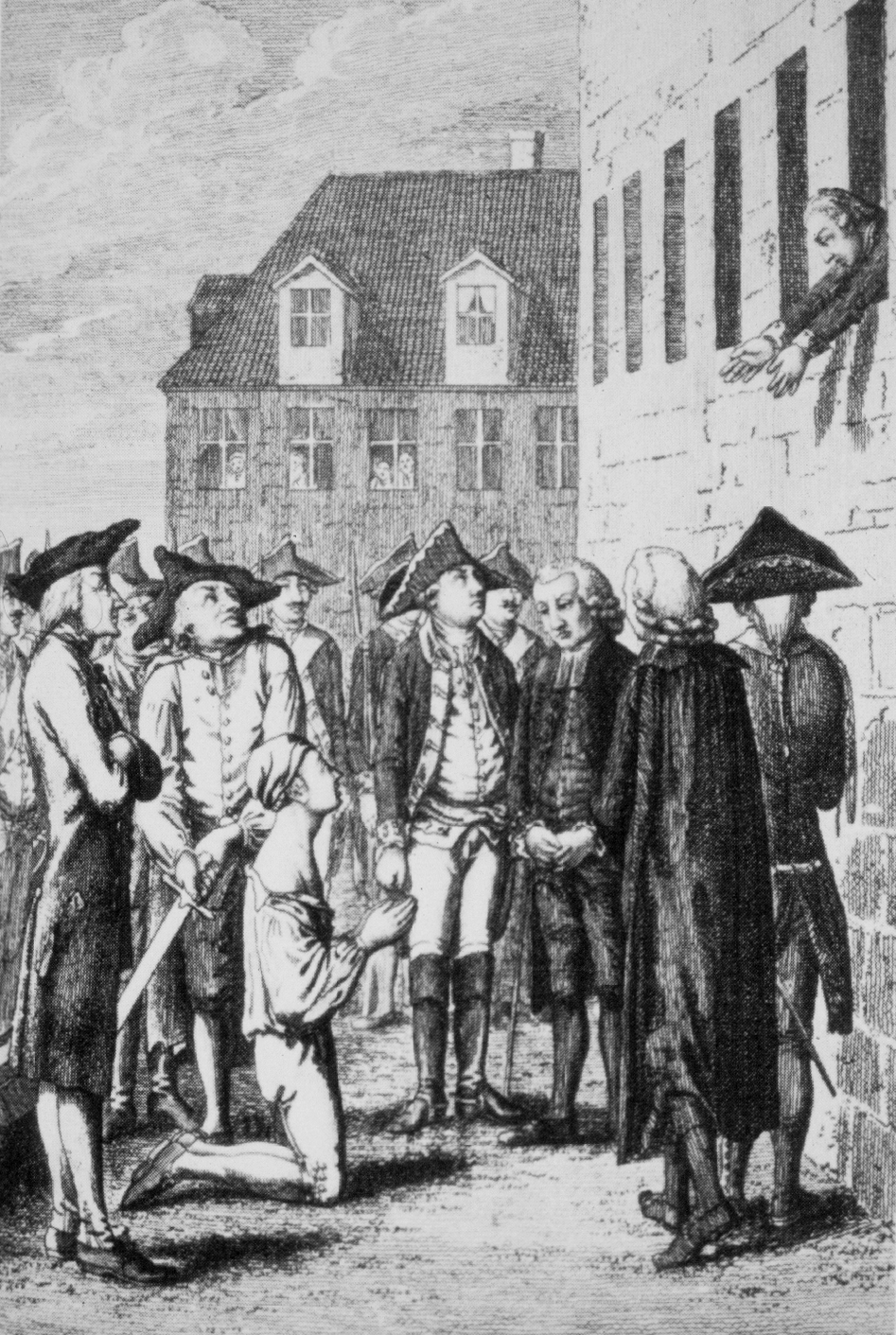
إعدام فون كاته

ولد فون كاته في العاصمة البروسية في برلين، أحد النبلاء بالولادة، قادماً من سلالة طويلة من العسكريين الأرستقراطيين. كان أسلافه إقطاعيين من فوست في ألتمارك. كان والده، هانس هاينريش فون غراف فون كاته، أحد فرسان فريدرش فيلهلم المدرعين الأكثر احتراماً. وكانت والدة فون كاته دوروثي صوفيا فون فارتنسليبن ابنة أحد المارشال المحنك والمبجل الغراف ليوبولد ألكسندر فون فارتنسليبن. درس هانس هرمان في كونيغسبرغ وأوترخت - كانت له بؤر الفرنسية والقانون. التحق بعد الانتهاء من دراسته بالجيش البروسي.
ومن غير المعروف ما إذا فريدرش وفون كاته اجتمعت للمرة الأولى. ومع ذلك، أصبحوا عندما حضر معا الدروس الخصوصية في الرياضيات والميكانيكا في عام 1729، تعرف بسرعة. أعجب فريدرش، الذين تقل أعمارهم عن ثماني سنوات فون كاته، فون كاته لموقفه عالمية. مهتمون في كل من الشعر والعزف على الناي. حاول الملك فريدرش فيلهلم الأول فون كاته في الربيع من 1730 إلى كشف فريدرش فون كاته خطته على الفرار إلى فرنسا وترك والده القاسية والاستبدادية، لعقد فريدرش الظهر، ولكن في نهاية يؤيد خطة فريدرش من الفرار.
في 5 آب 1730، في حين أن الموكب الملكي كان قرب مانهايم في بالاتينات الانتخابية، حاول فريدرش للهروب من مكان اقامته. في تلك المرحلة بقي فون كاته في بوتسدام. كان مكشوف فون كاته في رسالة المساس كشريك واعتقلت بعد ذلك بوقت قصير. وألقي القبض في وقت لاحق وفريدرش فون كاته وسجن في كوسترين. لكونهما ضابطا جيش حاولا الفرار من بروسيا إلى فرنسا، وجه فريدرش فيلهلم الأول تهمة الخيانة إليهما.
وجدت محكمة عرفية فون كاته مذنبا بتهمة الفرار من الجيش وحكمت عليه بالسجن لمدة مدى الحياة، ولكن فريدرش فيلهلم الملك أراد إعدامه، معلنا أنه «سيكون من الأفضل أن فون كاته جاء حتى الموت من العدالة من العالم.» قطع رأس فون كاته في حصن كوسترين. أجبر الملك فريدرش على مشاهدة تنفيذ الحكم.